# We're Only Human
We're Only Human è un film del 1935 diretto da James Flood.

## Produzione
Il film fu prodotto dalla RKO Radio Pictures.

## Distribuzione
Distribuito dalla RKO Radio Pictures, il film uscì nelle sale cinematografiche USA il 27 dicembre 1935.